# Aara
Aara (německy Aare, francouzsky Aar) je řeka ve Švýcarsku (kantony Bern, Aargau, Solothurn). Je 288,2 km dlouhá, což z ní činí nejdelší řeku, která současně pramení i ústí ve Švýcarsku. Než se na své cestě vlije do horního Rýna, sestoupá o 1629 metrů. Povodí má rozlohu 17 755 km².

## Průběh toku
Řeka začíná pod ledovcem Unteraar v Bernských Alpách. Protéká přes Brienzské a Thunské jezero a pod nimi teče přes Švýcarskou pahorkatinu. Ústí zleva do Rýna poblíž měst Koblenz (Švýcarsko) a Waldshut-Tiengen (Německo).

## Vodní stav
Maxima dosahuje na jaře a v létě. Na horním toku se vyskytují letní a zimní povodně. Průměrný průtok činí přibližně 560 m³/s.

## Využití
Lodní doprava je rozvinutá pod Thunským jezerem. Na řece bylo vybudováno několik vodních elektráren. Je spojena kanálem s Bielským jezerem. Leží na ní města Bern, Aarau a Interlaken .